# Ranunculus degenii
Ranunculus degenii är en ranunkelväxtart som beskrevs av Jenő Béla Kümmerle och Jáv..
Ranunculus degenii ingår i släktet ranunkler, och familjen ranunkelväxter. Inga underarter finns listade i Catalogue of Life.